# Бернардин Сієнський

Opera omnia, 1745

Бернардин Сієнський (італ. Bernardino da Siena; 1380 — 1444) — католицький святий, нащадок стародавнього італійського роду Альбізеччі, священник та проповідник.

## Біографія
Свтий Бернардин народився у місті Масса-Мариттіма на заході Італії 8 серпня 1380 року. Був сином впливової сієнської сім'ї. Бернардин скоро осиротів і його взяла на виховання тітка. Він отримав гарну освіту і ступінь з канонічного права.
Коли Бернардину було 20 років, в Сієні вибухнула епідемія чуми. Разом з кількома друзями він проводив майже весь час у лікарні, де катастрофічно не вистачало робочих рук, оскільки багато працівників лікарні захворіли і померли. Він також доглядав до останньої миті за своєю вмираючою тіткою. Після цього, в 1403 році, Бернардин вступив в чин францисканців. Він жив в монастирі на околицях Сієни, пізніше перейшов до іншого монастиря, неподалік Флоренції.
В 1417 році він з'явився в Мілані, де почав активно проповідувати, а потім обійшов пішки всю Італію зі своїми проповідями. Іноді проповідь тривала кілька годин, часом він говорив просто неба, бо храм не міг вмістити всіх слухачів. У своїх проповідях Бернардин закликав до покаяння і добровільної вбогості, картав забобони, чаклунство, гру в карти, жадібність і політичні інтриги. Наприкінці кожної проповіді він піднімав вгору табличку, на якій були написані літери «JHS» — скорочення слів «Ісус Христос, Спаситель», і благословляв всіх іменем Ісусовим. Кажуть, що завдяки йому ці таблички стали настільки популярні, що виробники гральних карт (чия справа вельми страждала від проповідей Бернардина) стали робити їх замість свого колишнього товару.
1430 року Бернардин був обраний главою францисканців-обсервантів, які старалися дотримуватися первісного статуту чину у всій повноті. Рух виник в середині XIV століття і налічувало всього триста чоловік. Завдяки енергії і авторитету Бернардина, до моменту його смерті обсервантів було вже чотири тисячі. Не відступаючи від ідеалу бідності, Бернардин переконував своїх побратимів, що неуцтво для них не менш небезпечне, ніж розкіш.
В 1444 Бернардин склав з себе ці адміністративні обов'язки і повернувся до проповідницької діяльності. Правда, здоров'я його за цей час похитнулося, і він, замість того щоб ходити пішки, їздив на віслюку. Він встиг виголосити цикл з півсотні проповідей у своєму рідному місті Маса-Маріттімо, рушив до Неаполя, вже дійшов до Аквіли і в день Вознесіння 20 травня 1444 року помер у францисканському монастирі. Був похований в Сан-Бернардино (головна могила в правому бічному нефі).
Після його смерті пішли повідомлення про чудеса, і Бернардин був канонізований у 1450 році, всього через 6 років після своєї смерті. Його день поминання призначений римо-католицькою церквою на 20 травня, день його смерті. Зображувався як худий, босий францисканець, з посохом у руці, на кінці якого сонце в променях з буквами «JHS». У руці таблиця з написом «JHS», також з горою, що має 3 вершини (гора позначає Ісуса). З 3 таблицями і 3 єпископськими жезлами, тому що він тричі відмовився від запропонованого йому єпископського сану.